# Akari Kurishima
Akari Kurishima (栗島 朱里, 14 de setembre de 1994) és una futbolista japonesa.

## Selecció del Japó
Va debutar amb la selecció del Japó el 2019. Va disputar 1 partit amb la selecció del Japó.

## Estadístiques
| Selecció del Japó | Selecció del Japó | Selecció del Japó |
| Anys              | Partits           | Gols              |
| ----------------- | ----------------- | ----------------- |
| 2019              | 1                 | 0                 |
| Total             | 1                 | 0                 |